# Pieter Post (animatieserie)
Pieter Post is een Britse stop-motionanimatie kinderserie over de postbode Pieter Post. De originele naam van de hoofdpersoon en de serie is Postman Pat. Het verhaal speelt zich af in een fictief dorp in Yorkshire, Groenbeek (Greendale), dat is gebaseerd op het bestaande dorp Longsleddale in Cumbria. Er wordt ook gerefereerd aan een grote stad: Groterdam.

## Ontstaan
John Cunliffe putte ooit inspiratie uit het dorpje waar hij destijds woonde, Longsleddale, in noordwest Engeland. Hij reed zelf regelmatig door de heuvels van de regio Cumbria en raakte zo geïnspireerd door de gemoedelijkheid van het Britse platteland.
Toen hij de serie schreef, kreeg hij alle ruimte van de producenten. Als het maar over het platteland zou gaan, de rest maakte niet uit. "De producenten zeiden, schrijf jij nou maar gewoon, dan doen wij de rest", vertelt hij aan de BBC. Hij wist van tevoren niet eens dat het een animatieserie zou worden. Cunliffe: "Ik had er geen hoge verwachtingen van. Niet alles werkt op tv. Dus we hoopten er het beste van. En die wens kwam uit". Cunliffe zei ook in een interview dat hij het karakter van een postbode koos, omdat hij een personage nodig had, dat het platteland kon bezoeken en interactie zou hebben met veel verschillende mensen.
De originele serie is in Engeland op 16 september 1981 van start gegaan met het eerste seizoen en telde dertien afleveringen van elk 15 minuten. In het begin van de jaren negentig zijn een viertal specials gemaakt van elk 25 minuten en in 1997-1998 is een volwaardig tweede seizoen van dertien afleveringen gemaakt. Ruim vijf jaar later, in 2003-2004 volgden weer vier specials, die in 2005 en 2006 opgevolgd werden met de derde en vierde seizoenen van elk 26 afleveringen lang.
De serie is in Nederland op 2 november 1983 van start gegaan en is te zien geweest bij de NCRV en later op Kindernet en Nickelodeon. Sinds 2021 wordt de serie bij het digitale kanaal KPN DreamWorks Channel uitgezonden. Van de nieuwere seizoenen zijn er ook afleveringen op dvd verschenen. De Engelstalige stem van de originele versie van Postman Pat werd ingesproken door Ken Barrie. De Nederlandstalige stem voor Pieter Post werd ingesproken door Marnix Kappers. Voor de afleveringen, Pieter Post – Afdeling Speciale Pakketjes, werd de stem van Pieter Post door Jan Hoek en Ewout Eggink ingesproken.

## Pieter Post - Afdeling Speciale Pakketjes
In de nieuwe spin-off serie, Pieter Post - Afdeling Speciale Pakketjes (Postman Pat - Special Delivery Service - SDS), is Pieter gepromoveerd tot hoofd van Afdeling Speciale Pakketjes en wordt nu opgeroepen om iets te bezorgen. Elke aflevering krijgt Pieter een oproep van Ben voor een speciaal pakketje dat als missie wordt bezorgd. Dat kan van alles zijn, van het redden van een op hol geslagen koe tot aan het bezorgen van een gigantisch ijsblok. In zijn nieuwe rol als hoofd van Afdeling Speciale Pakketjes haalt Pieter niet meer de post op in het postkantoor van Groenbeek maar pendelt Pieter naar de nabijgelegen stad Groterdam, waar hij de bijzondere pakketjes ophaalt in het Groterdam Postsorteercentrum. Pieter heeft ook nieuwe voertuigen ter beschikking, zoals een helikopter, 4x4 Jeep, en een motor compleet met zijspan voor Smoes. De serie zelf is ook gemoderniseerd met een wereld vol gadgets en met een nieuwe stad, Groterdam.

## Verhaal
In elk verhaal worden de avonturen van de vrolijke postbode Pieter Post (in het Engels heeft hij de achternaam Clifton) gevolgd die hij samen met zijn kat Smoes beleeft tijdens de postronde in Groenbeek. Hoewel Pieter Post zich voornamelijk bezighoudt met het rondbrengen van de post, wordt hij in elke aflevering weer afgeleid door een probleem van een van zijn dorpsgenoten. Meestal vallen deze op hem terug om het probleem op te lossen.
Smoes de poes voorziet alle gebeurtenissen van een toepasselijke 'miauw' uit zijn gevarieerde repertoire.

## Personages
De dikgedrukte namen zijn de namen uit de Nederlandse serie, de namen tussen haakjes zijn de Engelse namen uit de originele serie.
| Pieter Post | (Pat Clifton)                   |
| De postbode van Groenbeek, de toevoeging 'Post' lijkt eerder een bijnaam dan een achternaam. De Engelse achternaam komt in de Nederlandse serie niet voor. |                                 |
| Sarah | (Sarah Clifton)                 |
| De echtgenote van Pieter Post, vanaf 2004 is ze serveerster in de stationsrestauratie. In 1981 verschijnt ze wel in beeld en wordt ook naar haar verwezen, maar haar voornaam krijgt ze pas in de serie van 1996, in seizoen 2.                                                           |                                 |
| Julian | (Julian Clifton)                |
| De zoon van Pieter en Sarah. |                                 |
| Smoes de poes | (Jess the cat)                  |
| De zwart-witte kat van Pieter Post. |                                 |
| Mevrouw de Kok | (Mrs Goggins)                   |
| De beheerster van het plaatselijke postkantoor van Groenbeek. |                                 |
| Dokter Geurtsen | (Dr Sylvia Gilbertson)          |
| De plaatselijke dokter. |                                 |
| Sarah Geurtsen | (Sarah Gilbertson)              |
| Klasgenoot van Julian en dochter van de dokter van het dorp. Ze heette in 1981 nog Vera Gerritse. |                                 |
| Agent Arthur van Cel | (Police Constable Arthur Selby) |
| De plaatselijke politieagent. |                                 |
| Lucy van Cel | (Lucy Selby)                    |
| Klasgenoot van Julian en dochter van Arthur van Cel |                                 |
| Ab van Driel | (Alf Thompson)                  |
| De meest voorkomende boer in de serie. |                                 |
| Dora van Driel | (Dorothy Thompson)              |
| Boerin, getrouwd met Ab van Driel |                                 |
| Dik van Driel | (Bill Thompson)                 |
| Klasgenoot van Julian en zoon van het echtpaar van Driel. |                                 |
| Meester (Sjef) Pruisen | (Jeff Pringle)                  |
| Leraar aan de plaatselijke school. |                                 |
| Sjakie Pruisen | (Charlie Pringle)               |
| Klasgenoot van Julian en zoontje van de leraar. Hij heette in 1981 nog Kareltje Pingel. |                                 |
| Meneer Potter | (Mr Pottage)                    |
| De voornaam is onbekend. |                                 |
| Julia Potter | (Julia Pottage)                 |
| Echtgenoot van meneer Poelier. In de eerste afleveringen werd de achternaam Poelier genoemd. |                                 |
| Katie en Tom Potter | (Katy en Tom Pottage)           |
| Tweeling, klasgenootjes van Julian en kinderen van Julia Potter. In de eerste afleveringen werd de achternaam Poelier genoemd. |                                 |
| Dominee Klomp | ((Reverend) Peter Timms)        |
| De plaatselijke geestelijke. |                                 |
| Baas Klus | (Ted Glen)                      |
| De plaatselijke klusjesman. |                                 |
| Bram Boezel | (Sam Waldron)                   |
| De SRV-man. |                                 |
| Oma Drupsteen | (Granny Dryden)                 |
| Oud vrouwtje, voornaam onbekend. |                                 |
| Jaap Lokman | (George Lancaster)              |
| De boer van Boerderij Welgelegen. In seizoen 2, wordt hij Jaap Blokman genoemd. |                                 |
| Fred Vos | (Peter Fogg)                    |
| Boer |                                 |
| Juffrouw (Bertha) Bartels | (Rebecca Hubbard)               |
| Oudere vrouw, altijd te zien op haar fiets |                                 |
| Majoor | (Major Forbes)                  |
| De eigenaar van of Garner Hall, voornaam onbekend, wordt genoemd in 1981, verschijnt zelf daadwerkelijk pas in 1996 in seizoen 2. |                                 |
| Adjee Beens | (Ajay Bains)                    |
| Beheerder en machinist van de Groenbeek Raket, de plaatselijke spoorlijn. Hij en zijn familie lijken een Indiase achtergrond te hebben en zijn daarmee de enige gekleurden in de serie. Hun eerste optreden vindt plaats in de special uit 2004; 'De Groenbeek Raket' (Greendale Rocket). |                                 |
| Nisha Beens | (Nisha Bains)                   |
| Serveerster in de stationsrestauratie, echtgenoot van Ajay Bains en moeder van Meera |                                 |
| Meera Beens | (Meera Bains)                   |
| Wordt geïntroduceerd als penvriendin van Julian, maar is al snel ook klasgenoot, dochter van Adjee & Nisha |                                 |
| Nikhil Beens | (Nikhil Bains)                  |
| Baby |                                 |
| Anna | (Amy Wrigglesworth)             |
| De dierenarts |                                 |
| Snoesje (Paard) | Pumpkin the pony                |
| De pony van Anna |                                 |
| Michael | (Michael Lam)                   |
| Hij runt de SRV-wagen en de bibliotheek. De Engelse achternaam komt in de Nederlandse serie niet voor. |                                 |
| Ben Timmer | (Ben Taylor)                    |
| De algemene manager van het Groterdamse postsorteerbedrijf die met Pieter werkt voor de Afdeling Speciale Pakketjes\Special Delivery Service – SDS. De Engelse achternaam komt in de Nederlandse serie niet voor.                                                                         |                                 |
| Laura Timmer | (Lauren Taylor)                 |
| De vrouw van Ben en de nieuwe lerares in Groenbeek. De Engelse achternaam komt in de Nederlandse serie niet voor. |                                 |
| Lissy Timmer | (Lizzy Taylor)                  |
| Zeven jaar oude schoolkind en de dochter van Ben en Laura. Lissy is gehandicapt sinds haar geboorte en zit in een rolstoel. De Engelse achternaam komt in de Nederlandse serie niet voor.                                                                                                 |                                 |

## Personages (Stemmen in de serie)

### Engelse stemmen (originele versie)
- Ken Barrie was niet alleen de Engelse vertelstem van de originele serie en de stem van Postman Pat & Reverend Peter Timms. Vanaf seizoen 3 kregen alle personages een eigen stem, behalve Postman Pat & Reverend Peter Timms dat bleef Barrie zelf doen.
- Sommige stemacteurs hebben meerdere personages ingesproken.

| Personage                       | Engelse stem     | Seizoen\Special                               | Periode     |
| ------------------------------- | ---------------- | --------------------------------------------- | ----------- |
| Postman Pat                     | Ken Barrie       | 1-8                                           | 1981-2006   |
| Postman Pat                     | Lewis MacLeod    | 9-                                            | 2008-       |
| Jess the Cat                    | Melissa Sinden   | 1-                                            | 1981-       |
| Sara Clifton                    | Carole Boyd      | 2-                                            | 1996-       |
| Julian                          | Carole Boyd      | Special                                       | 1991        |
| Julian                          | Janet James      | 3-                                            | 2004-       |
| Mrs Goggins                     | Ken Barrie       | 1                                             | 1981        |
| Mrs Goggins                     | Carole Boyd      | 2-                                            | 1996-       |
| Dr. Sylvia Gilbertson           | Ken Barrie       | 1                                             | 1981        |
| Dr. Sylvia Gilbertson           | Carole Boyd      | 2-                                            | 1996-       |
| Sarah Gilbertson                | Ken Barrie       | 1                                             | 1981        |
| Sarah Gilbertson                | Carole Boyd      | 2-                                            | 1996-       |
| Police Constable Arthur Selby   | Ken Barrie       | 1-6                                           | 1981-2005   |
| Police Constable Arthur Selby   | Bradley Clarkson | 7-                                            | 2006-       |
| Lucy Selby                      | Ken Barrie       | 1                                             | 1981        |
| Lucy Selby                      | Carole Boyd      | Special & 2                                   | 1996        |
| Lucy Selby                      | Janet James      | 3-                                            | 2004-       |
| Alf Thompson                    | Ken Barrie       | 1-6                                           | 1981-2005   |
| Alf Thompson                    | Lewis MacLeod    | 7-                                            | 2006-       |
| Dorothy Thompson                | Ken Barrie       | 1                                             | 1981        |
| Dorothy Thompson                | Carole Boyd      | Special & 2-                                  | 1991-       |
| Bill Thompson                   | Ken Barrie       | 1                                             | 1981        |
| Bill Thompson                   | Carole Boyd      | Special & 2                                   | 1996        |
| Bill Thompson                   | Kulvinder Ghir   | 3-                                            | 2004-       |
| Julia Pottage                   | Ken Barrie       | 1                                             | 1981        |
| Julia Pottage                   | Carole Boyd      | Special & 2-                                  | 1991-       |
| Katy Pottage                    | Ken Barrie       | 1                                             | 1981        |
| Katy Pottage                    | Carole Boyd      | Special & 2                                   | 1996        |
| Katy Pottage                    | Archie Panjabi   | 3-                                            | 2004-       |
| Tom Pottage                     | Ken Barrie       | 1                                             | 1981        |
| Tom Pottage                     | Carole Boyd      | Special & 2                                   | 1996        |
| Tom Pottage                     | Kulvinder Ghir   | 3-                                            | 2004-       |
| Reverend Peter Timms            | Ken Barrie       | 1-6                                           | 1981-2005   |
| Reverend Peter Timms            | Dan Milne        | 7-                                            | 2006-       |
| Ted Glen                        | Ken Barrie       | 1-6                                           | 1981-2005   |
| Ted Glen                        | Bradley Clarkson | 7-                                            | 2006-       |
| Sam Waldron                     | Ken Barrie       | 1-2                                           | 1981-1996   |
| Granny Dryden                   | Ken Barrie       | 1-2                                           | 1981-1996   |
| George Lancaster                | Ken Barrie       | 1-2                                           | 1981-1996   |
| Peter Fogg                      | Ken Barrie       | 1-2                                           | 1981-1996   |
| Rebecca Hubbard                 | Ken Barrie       | 1                                             | 1981        |
| Rebecca Hubbard                 | Carole Boyd      | 2                                             | 1996        |
| Major Forbes                    | Ken Barrie       | 2                                             | 1996        |
| Jeff Pringle                    | Ken Barrie       | 1-8                                           | 1981-2006   |
| Charlie Pringle                 | Ken Barrie       | 1                                             | 1981        |
| Charlie Pringle                 | Carole Boyd      | Special & 2-                                  | 1991-       |
| Singing vocals (Songs)          | onbekend         | Special (The Greendale Rocket) & 3-           | 2003-       |
| Ajay Bains                      | Kulvinder Ghir   | Special (The Greendale Rocket) & 3-           | 2003-       |
| Nisha Bains                     | Archie Panjabi   | Special (The Greendale Rocket) & 3-           | 2003-       |
| Meera Bains                     | Archie Panjabi   | Special (The Greendale Rocket) & 3-           | 2003-       |
| Nikhil Bains                    | onbekend         | Special (The Greendale Rocket) & 3-           | 2003-       |
| The Radio Weather Woman (Voice) | Carole Boyd      | Special (The Greendale Rocket)                | 2003        |
| Santa Claus                     | Ken Barrie       | Special (Postman Pat's Magic Christmas) & 8   | 2003 & 2006 |
| Matt Clifton (cousin of Pat)    | Ken Barrie       | Special (Postman Pat and the Pirate Treasure) | 2004        |
| The Train Inspector             | Ken Barrie       | 4                                             | 2004        |
| Amy Wrigglesworth               | Angela Griffin   | 5-                                            | 2005-       |
| Michael Lam                     | Kulvinder Ghir   | 9-                                            | 2008-       |
| Ben Taylor                      | Lewis MacLeod    | 9-                                            | 2008-       |
| Lauren Taylor                   | Janet James      | 9-                                            | 2008-       |
| Lizzy Taylor                    | Angela Griffin   | 9-                                            | 2008-       |

### Nederlandse stemmen (nasynchronisatie)
- Marnix Kappers was niet alleen de Nederlandse vertelstem en de stem van Pieter Post & Dominee Klomp in seizoen 1 & 2, hij deed ook alle stemmen. Vanaf seizoen 3 kregen alle personages een eigen stem, behalve Pieter Post & Dominee Klomp dat bleef Kappers zelf doen. Vanaf seizoen 9 (Pieter Post - Afdeling Speciale Pakketjes) werden de stemmen van Pieter Post (Jan Hoek), Sjakie Pruisen (Jürgen Theuns) en Dominee Klomp (Lukas Dijkema) door iemand anders ingesproken. Vanaf seizoen 10 zijn er andere stemmen. De Nederlandse stem van Pieter Post in seizoen 10 werd door Ewout Eggink ingesproken en de stem van Ben Timmer werd door Thijs van Aken ingesproken.
- Sommige stemacteurs hebben meerdere personages ingesproken.
- De Nederlandse nasynchronisatie werd verzorgd door Creative Sounds BV.

| Personage                     | Nederlandse stem       | Seizoen\Special                    | Periode     |
| ----------------------------- | ---------------------- | ---------------------------------- | ----------- |
| Pieter Post                   | Marnix Kappers         | 1-8                                | 1981-2006   |
| Pieter Post                   | Jan Hoek               | 9                                  | 2008        |
| Pieter Post                   | Ewout Eggink           | 10-                                | 2022-       |
| Smoes de poes                 | Melissa Sinden         | 1-                                 | 1981-       |
| Sarah                         | Marnix Kappers         | 2                                  | 1996        |
| Sarah                         | Kiki Koster            | Special (De Groenbeek Raket) & 3-  | 2003-       |
| Julian                        | Marnix Kappers         | 2                                  | 1996        |
| Julian                        | Pepijn Koolen          | Special (De Groenbeek Raket) & 3-  | 2003-       |
| Mevrouw de Kok                | Marnix Kappers         | 1-2                                | 1981-1996   |
| Mevrouw de Kok                | Kiki Koster            | Special (De Groenbeek Raket) & 3-9 | 2003-2008   |
| Mevrouw de Kok                | Hilde de Mildt         | 10-                                | 2022-       |
| Dokter Geurtsen               | Marnix Kappers         | 1-2                                | 1981-1996   |
| Dokter Geurtsen               | Kiki Koster            | Special (De Groenbeek Raket) & 3-  | 2003-       |
| Sarah Geurtsen                | Marnix Kappers         | 1-2                                | 1981-1996   |
| Sarah Geurtsen                | Kiki Koster            | Special (De Groenbeek Raket) & 3-  | 2003-       |
| Agent Arthur van Cel          | Marnix Kappers         | 2                                  | 1996        |
| Agent Arthur van Cel          | Lukas Dijkema          | Special (De Groenbeek Raket) & 3-  | 2003-       |
| Lucy van Cel                  | Marnix Kappers         | 1-2                                | 1981-1996   |
| Lucy van Cel                  | Hilke Bierman          | Special (De Groenbeek Raket) & 3-  | 2003-       |
| Ab van Driel                  | Marnix Kappers         | 1-2                                | 1981-1996   |
| Ab van Driel                  | Michel Sorbach         | Special (De Groenbeek Raket) & 3-  | 2003-       |
| Dora van Driel                | Marnix Kappers         | 1-2                                | 1981-1996   |
| Dora van Driel                | Hilke Bierman          | Special (De Groenbeek Raket) & 3-  | 2003-       |
| Dik van Driel                 | Marnix Kappers         | 1-2                                | 1981-1996   |
| Dik van Driel                 | Michel Sorbach         | Special (De Groenbeek Raket) & 3-  | 2003-       |
| Julia Potter                  | Marnix Kappers         | 1-2                                | 1981-1996   |
| Julia Potter                  | Sita Manichand         | Special (De Groenbeek Raket) & 3-8 | 2003-2006   |
| Katie Potter                  | Marnix Kappers         | 1-2                                | 1981-1996   |
| Katie Potter                  | Hilke Bierman          | Special (De Groenbeek Raket) & 3-8 | 2003-2006   |
| Tom Potter                    | Marnix Kappers         | 1-2                                | 1981-1996   |
| Tom Potter                    | Sita Manichand         | Special (De Groenbeek Raket) & 3-8 | 2003-2006   |
| Dominee Klomp                 | Marnix Kappers         | 1-8                                | 1981-2006   |
| Dominee Klomp                 | Lukas Dijkema          | 9                                  | 2008        |
| Dominee Klomp                 | Fred Meijer            | 10-                                | 2022-       |
| Baas Klus                     | Marnix Kappers         | 1-2                                | 1981-1996   |
| Baas Klus                     | Lukas Dijkema          | Special (De Groenbeek Raket) & 3-  | 2003-       |
| Bram Boezel                   | Marnix Kappers         | 1-2                                | 1981-1996   |
| Oma Drupsteen                 | Marnix Kappers         | 1-2                                | 1981-1996   |
| Jaap Lokman                   | Marnix Kappers         | 1-2                                | 1981-1996   |
| Fred Vos                      | Marnix Kappers         | 1-2                                | 1981-1996   |
| Juffrouw (Bertha) Bartels     | Marnix Kappers         | 1-2                                | 1981-1996   |
| Majoor                        | Marnix Kappers         | 2                                  | 1996        |
| Meester (Sjef) Pruisen        | Marnix Kappers         | 2                                  | 1996        |
| Meester (Sjef) Pruisen        | Lukas Dijkema          | Special (De Groenbeek Raket) & 3-8 | 2003-2006   |
| Sjakie Pruisen                | Marnix Kappers         | 1-2                                | 1981-1996   |
| Sjakie Pruisen                | Sander van der Poel    | Special (De Groenbeek Raket) & 3-8 | 2003-2006   |
| Sjakie Pruisen                | Jürgen Theuns          | 9-                                 | 2008-       |
| Zangstemmen (Liedjes)         | Marnix Kappers         | 1                                  | 1981        |
| Zangstemmen (Liedjes)         | Edward Reekers         | Special (De Groenbeek Raket) & 3-  | 2003-       |
| Zangstemmen (Liedjes)         | Hilke Bierman          | Special (De Groenbeek Raket) & 3-  | 2003-       |
| Adjee Beens                   | Michel Sorbach         | Special (De Groenbeek Raket) & 3-  | 2003-       |
| Nisha Beens                   | Sita Manichand         | Special (De Groenbeek Raket) & 3-  | 2003-       |
| Meera Beens                   | Sita Manichand         | Special (De Groenbeek Raket) & 3-  | 2003-       |
| Nikhil Beens                  | Quinten Schram         | Special (De Groenbeek Raket) & 3-  | 2003-       |
| De radio weervrouw (Stem)     | Marloes van den Heuvel | Special (De Groenbeek Raket)       | 2003        |
| De Kerstman                   | Lukas Dijkema          | Special (Een magische kerst) & 8   | 2003 & 2006 |
| Dieter Post (neef van Pieter) | Edward Reekers         | Special (De Piraten)               | 2004        |
| De treininspecteur            | Lukas Dijkema          | 4                                  | 2004        |
| Anna                          | Cynthia de Graaff      | 5-                                 | 2005-       |
| Michael                       | Paul Boereboom         | 9-                                 | 2008-       |
| Ben Timmer                    | Christophe Haddad      | 9                                  | 2008        |
| Ben Timmer                    | Thijs van Aken         | 10-                                | 2022        |
| Laura Timmer                  | Hildegard van Nylen    | 9                                  | 2008        |
| Laura Timmer                  | Edna Kalb              | 10-                                | 2022-       |
| Lissy Timmer                  | Hildegard van Nylen    | 9-                                 | 2008-       |

## Locaties in de serie
De dikgedrukte namen van de locaties zijn de namen uit de Nederlandse serie, de namen tussen haakjes zijn de Engelse namen uit de originele serie.
| Boerderij Welgelegen | (Intake Farm)               |
| Boerderij Welgelegen is de boerderij waar Jaap Lokman woont en op de boerderij werkt. |                             |
| De Dorpsschool van Groenbeek | (Greendale Primary School)  |
| De Dorpsschool ligt aan de rand van het dorp in de buurt van de kerk. De Dorpsschool houdt vaak bijzondere evenementen buiten de schooluren en de grote zaal wordt soms gebruikt voor vergaderingen. |                             |
| De Groenhoeve | (Greendale Farm)            |
| De Groenhoeve is de plaats waar de familie Poelier/Potter woont en ook waar Fred Vos werkt. |                             |
| De Heuvelweg (De Doolhofweg) | (The Mazy Way)              |
| De Heuvelweg, door Ab van Driel ook wel De Doolhofweg genoemd, is een weg in Groenbeek waar mensen makkelijk verdwaald raken en waar ze dagen rond kunnen blijven dwalen. |                             |
| De Kerk | (Greendale Church)          |
| De kerk is de lokale kerk in Groenbeek. |                             |
| De Pastorie | (Vicarage)                  |
| De Pastorie is het huis waar Dominee Klomp woont. |                             |
| De werkplaats van Baas Klus | (Ted's Glen Workshop)       |
| De werkplaats van Baas Klus is een oude schuur buiten Greenbeek waar Baas Klus woont en af en toe werkt. Later in de serie werd er een watermolen gebouwd naast de werkplaats van Baas Klus. |                             |
| Groenbeek | (Greendale)                 |
| Groenbeek is het dorp waar onder anderen Pieter, Sarah en Julian wonen en werken. In Groenbeek brengt Pieter samen met Smoes de Poes de post rond in zijn rode postauto. Ook in Groenbeek bevindt zich het postkantoor, waar Pieter elke ochtend de post ophaalt. Aan de rand van het dorp ligt het treinstation van Groenbeek, de thuisbasis van De Groenbeek Raket en waar Nisha Beens samen met Sarah de serveersters van het café zijn. Adjee Beens werkt ook op het treinstation als machinist van de Groenbeek Raket. De Groenbeek Rotswand ligt in de buurt van het dorp. Groenbeek is ook bekend om zijn bochtige en smalle wegen in de vallei die het Pieter moeilijk maken om de post te bezorgen, bijvoorbeeld als de weg wordt geblokkeerd. Of als het gesneeuwd heeft, waardoor de wegen onbegaanbaar zijn. Opmerking: Het dal van Longsleddale, in de buurt van Kendal in het zuiden van Cumbria inspireerde John Cunliffe voor het dorpje Groenbeek voor de serie. |                             |
| Groenbeek Rotswand | (Greendale Crag)            |
| De Groenbeek Rotswand is een rotswand in Groenbeek. De rotswand is hoog, steil en gevaarlijk en een plek waar de mensen niet durven te komen om een bezoekje te brengen op de top. |                             |
| Groenbeek Treinstation | (Greendale Light Railway)   |
| Het Groenbeek Treinstation is het plaatselijke treinstation van Groenbeek, waar de familie Beens woont. Voordat de familie Beens in Groenbeek kwam wonen en nog in Groterdam woonde, was het treinstation van Groenbeek heel erg vervallen. Ook in het verleden liep er een spoorlijn van Groterdam naar Groenbeek, waar ook de post werd opgehaald uit Groterdam. Bij toeval werd de oude trein, de Groenbeek Raket gevonden door de kinderen die op excursie waren op het station. De trein bleek de oude trein te zijn waar ook de vader van Pieter mee reisde. Na de ontdekking van de oude trein werd besloten om het station op te knappen en om de oude trein weer te laten rijden en in dienst te nemen. Na een paar technische problemen lukt het om de oude trein te repareren. Het was eerst heel onzeker om een grote opening te houden vanwege het slechte weer, maar uiteindelijk vond de grote opening plaats. Tijdens de grote opening besloot de familie Beens om in Groenbeek te komen wonen, sindsdien woont en werkt de familie Beens in Groenbeek en werd Adjee de machinist van de Groenbeek Raket en werd Nisha samen met Sarah de serveerster van het café. |                             |
| Groterdam | (Pencaster)                 |
| Groterdam is een van de naburige steden van Groenbeek en Ingledale. De treinen vanuit Groenbeek eindigen op het treinstation van Groterdam. De stad staat bekend om zijn markt, gelegen in de buurt van de haven en buiten het stadhuis, waar ook Baas Klus zijn garage opende. In Groterdam staat ook het Groterdam Postsorteercentrum, waar alle post voor Groenbeek en Groterdam, onder leiding van Ben, wordt gesorteerd. |                             |
| Het postkantoor van Groenbeek | (Greendale Post Office)     |
| Het postkantoor van Groenbeek is het plaatselijke postkantoor van Groenbeek, waar Mevrouw de Kok werkt. Voordat Pieter gepromoveerd werd als hoofd van de Afdeling Speciale Pakketjes, haalde Pieter elke ochtend de post op in het postkantoor. Opmerking: Het postkantoor baseerde John Cunliffe op een bestaand postkantoor in een straat in Kendal waar hij destijds, tijdens het schrijven van de serie, woonde. Het postkantoor dat Cunliffe inspireerde voor de serie heet in het echt Beast Bank Post Office en is gevestigd op 10 Greenside in Kendal. Het postkantoor werd in 2003 gesloten. Als herinnering aan het oude postkantoor en aan de serie hangt er aan de muur van het oude postkantoor een gedenkplaat. |                             |
| Het Postsorteercentrum van Groterdam | (Pencaster Sorting Office)  |
| Op het postsorteercentrum van Groterdam wordt de post voor Groenbeek en Groterdam gesorteerd onder leiding van Ben. Bij het postsorteercentrum van Groterdam staan ook Pieters voertuigen voor de speciale leveringen. Het gebouw heeft een lift en een platform voor de helikopter (PAT 3). Het gebouw heeft bij de ingangen kattenluiken voor Smoes de poes. Binnen het sorteercentrum is het een drukte van belang met sorteermachines die altijd aan staan om de brieven en pakketten op een transportband te sorteren voor het bezorgen van de post. Ben houdt alle speciale leveringen op zijn computer in de gaten. |                             |
| Het huisje van Juffrouw (Bertha) Bartels | (Miss Hubbard's Cottage)    |
| Dit is het huisje waar Juffrouw (Bertha) Bartels woont. Het ligt net buiten Groenbeek, naast het huisje van Oma Drupsteen. Tijdens Pieters postronde bezorgt Pieter weleens brieven voor Juffrouw (Bertha) Bartels. |                             |
| Het huisje van Oma Drupsteen | (Granny Dryden's Cottage)   |
| Dit is het huisje waar Oma Drupsteen woont. De woning ligt net buiten Groenbeek naast het huisje van Juffrouw (Bertha) Bartels. Tijdens Pieters postronde bezorgt Pieter weleens brieven voor Oma Drupsteen en neemt hij soms ook wat levensmiddelen mee met de post, omdat het winkelwagentje te smal is om bij het huisje te komen. |                             |
| Het huis van Pieter, Sarah, Julian en Smoes de poes | (Pat's House\Forge Cottage) |
| Dit is het huisje waar Pieter samen met Sarah, Julian en Smoes de poes wonen. Het huis ligt aan de rand van het dorp Groenbeek, in de buurt van het treinstation. |                             |
| Onbekende naam | (Ingledale)                 |
| Ingledale, (Nederlandse naam onbekend) is een van de naburige steden in de buurt van Groenbeek en Groterdam. |                             |
| Van Driels Boerderij/De Boerderij van Ab & Dora van Driel | (Thompson Ground)           |
| Van Driels Boerderij of De Boerderij van Ab & Dora van Driel is de boerderij waar de familie van Driel woont en werkt. |                             |
| Valkenhof | (Garner Hall)               |
| Valkenhof is een statig huis waar de Majoor woont. Valkenhof ligt gelegen op het noordelijkste deel van het dorp. |                             |

## Voertuigen in de serie
De dikgedrukte namen zijn de namen van de voertuigen uit de Nederlandse serie, de namen van de voertuigen tussen haakjes zijn de Engelse namen uit de originele serie.
| Nederlands | Engels                | Kenteken  |
| --- | --------------------- | --------- |
| Pieters rode postauto | (Royal Mail Post Van) | (PAT 1)   |
| Pieters postauto is een rode bestelwagen die lijkt op een LDV Sherpa. Pieter bezorgt samen met Smoes de poes in zijn rode postauto de post in het dorp, Groenbeek. Het is Pieters meest gebruikte voertuig in de serie. In de eerste zeven afleveringen van seizoen 1 stond er op de auto van Pieter een kroonachtig embleem, dat moest lijken op het logo van het Britse postbedrijf Royal Mail. Nadat Royal Mail zijn zegen had gegeven aan het programma, mochten ze het officiële logo gebruiken en werd het kroontje vervangen. Later in de serie pendelt Pieter met zijn rode postauto naar Groterdam omdat hij gepromoveerd is als hoofd van de Afdeling Speciale Pakketjes. Een variant van Pieters rode postauto komt terug in de serie met als kenteken (PAT 4) en werd geïntroduceerd in 2008 in de afleveringen van Postman Pat - Special Delivery Service (Pieter Post - Afdeling Speciale Pakketjes). Opmerking: - In sommige afleveringen ontbreekt het kenteken van Pieters rode postauto. Waarschijnlijk waren de makers vergeten tijdens het opnemen en het maken van de afleveringen het kenteken op de rode postauto te zetten. - In de aflevering Een verrassing uit seizoen 2, bezorgde niet Pieter de post maar Sarah. Dat kwam omdat Pieter pijn in zijn rug kreeg door het werken in de tuin.                                                                   |                       |           |
| De Postbus | (Royal Mail Post Bus) | (PAT 2)   |
| De Postbus is in sommige afleveringen te zien en is een rode postbus die lijkt op een LDV Sherpa. Het is een langere variant van Pieters rode postauto. De postbus wordt voor verschillende dingen gebruikt, bijvoorbeeld om passagiers te vervoeren naar de markt. Of om een spannende speurtocht te houden met de kinderen in het dorp. De postbus wordt ook gebruik om de post mee te bezorgen. De postbus werd geïntroduceerd in 1991 in de specials en in een paar reguliere afleveringen. De postbus keerde in 2006 terug in de aflevering Kamperen in seizoen 6. In deze aflevering zouden de kinderen gaan kamperen, maar door het slechte nieuws van Meester (Sjef) Pruisen waren de kinderen bang dat het schoolreisje niet door zou gaan totdat Pieter met een oplossing kwam. Pieter haalde de oude postbus die helemaal vervallen was, omdat hij jarenlang niet meer was gebruikt en die nog even in de oude staat te zien was als postbus. De oude postbus bleek een perfecte schoolbus te zijn en werd later helemaal opgeknapt en kreeg een likje verf. De oude postbus werd omgetoverd tot schoolbus en kreeg later het kenteken met (SCHOOL 1) Opmerking: In de aflevering Kamperen van seizoen 6 werd na het opknappen van de oude postbus, die nu als schoolbus dient, nog het oude kenteken (PAT 2) gebruikt.                                                       |                       |           |
| Pieters Pakketjes Helikopter | (Post Helicopter)     | (PAT 3)   |
| Pieters Pakketjes Helikopter is een rode helikopter, die Pieter voor de bezorging van grote of zeer zware pakketten gebruikt. De helikopter is alleen te zien in de serie "Pieter Post: Afdeling Speciale Pakketjes". |                       |           |
| De winkelwagen van Bram Boezel | (Mobile Shop)         | (SAM 1)   |
| De winkelwagen van Bram Boezel, is een blauwe bestelwagen die lijkt op een Volkswagen Transporter van het model Transporter T25. De winkelwagen is een mobiele winkel die altijd rondrijdt in het dorp Groenbeek. Op de winkelwagen van Bram Boezel staat Sam's Mobile Shop geschreven. De winkelwagen van Bram Boezel werd geïntroduceerd in 1981 en was in 2 seizoenen te zien. |                       |           |
| De vrachtwagen van Baas Klus | (Ted's Lorry)         | (KJL 678) |
| De vrachtwagen van Baas Klus is een oude bruine vrachtwagen die lijkt op de Morris LG commercial drop-side pickup truck. Baas Klus gebruikt zijn vrachtwagen voor klusjes en ook om diverse bouwmaterialen in Groenbeek en Groterdam te vervoeren. Meerdere malen heeft Baas Klus zijn vrachtwagen onbeheerd achtergelaten als hij weggaat. Bijvoorbeeld toen Baas Klus wegging naar een bruiloft van zijn nicht Carolien in Zomerswijk. Hij vertelde aan Pieter dat hij zijn vrachtwagen liet staan in het midden van het dorp. Hij was bang dat zijn vrachtwagen gestolen zou worden. Alleen was het moment dat Baas Klus weg ging niet slim. Vanwege de wedstrijd "het mooiste dorp", die op dat ogenblik werd gehouden, moest het dorp er netjes uit zien. De mensen uit het dorp vonden de oude vrachtwagen midden in het dorp geen gezicht en ze waren bang dat ze zouden verliezen. De Majoor had een geweldig idee voor het probleem. Hij stelde voor om de vrachtwagen van Baas Klus te bedekken met groene kleedjes die op gras leken, wat planten erop en eromheen en een hekje eromheen, zodat het net leek op een tuin. Dit hielp en ze wonnen de titel van het mooiste dorp. Niemand vertelde na de wedstrijd aan Baas Klus, toen hij terugkeerde en zijn vrachtwagen zocht, waar zijn vrachtwagen was gebleven. De vrachtwagen van Baas Klus werd geïntroduceerd in 1991. |                       |           |

## Pieter Post in de wereld
- De originele titel van de serie is Postman Pat en heeft in sommige landen een andere naam. Voor de rest in de wereld is originele titel gebruikt.

### Europa
| Land | Titel                                             | Zender\zenders                                                                       |
| --- | ------------------------------------------------- | ------------------------------------------------------------------------------------ |
| Verenigd Koninkrijk | Postman Pat (originele versie)                    | BBC, BBC One, CBeebies, CBBC, Home Box Office                                        |
| In het Verenigd Koninkrijk wordt de serie onder de titel Postman Pat uitgezonden door Nick jr. (was eerder de BBC) |                                                   |                                                                                      |
| Schotland | Pàdraig Post                                      | BBC Scotland                                                                         |
| In Schotland, wordt naast de Engelstalige serie, ook Pàdraig Post, in het Gaelic uitgezonden door BBC Scotland |                                                   |                                                                                      |
| Ierland | Postman Patrick                                   | RTÉ2, The Den                                                                        |
| In Ierland wordt de serie "Postman Patrick" genoemd en uitgezonden op RTÉ2 en op het Ierse kinderkanaal The Den. |                                                   |                                                                                      |
| Nederland & België | Pieter Post                                       | NCRV, Kindernet, Nickelodeon (Nederland), Nick Jr. (Nederland), Nickelodeon (België) |
| In Nederland en België wordt de serie Pieter Post genoemd. In Nederland werd de serie nasynchroniseert. De serie werd voor het eerst uitgezonden door de NCRV, later door Kindernet, Nickelodeon en Nick Jr. In België is de serie door Nickelodeon uitgezonden. |                                                   |                                                                                      |
| Frankrijk | Pierre Martin le facteur                          | TF1                                                                                  |
| In Frankrijk wordt de serie "Pierre Martin le facteur" genoemd en wordt uitgezonden op TF1. |                                                   |                                                                                      |
| Spanje | Pat el Cartero                                    | Clan TVE                                                                             |
| In Spanje wordt de serie "Pat el Cartero" genoemd en wordt het in het Spaans op Clan TVE uitgezonden. |                                                   |                                                                                      |
| Catalonië | Pat el carter                                     | TV3 (Televisió de Catalunya).                                                        |
| In Catalonië, wordt de serie "Pat el carter" genoemd en in het Catalaans op TV3 (Televisió de Catalunya) uitgezonden. |                                                   |                                                                                      |
| Baskenland | Patrick Postaria                                  | ETB 1                                                                                |
| In het Spaanse Baskenland wordt de serie "Patrick Postaria" genoemd en uitgezonden in het Baskisch op ETB 1. |                                                   |                                                                                      |
| Galicië | O Carteiro Pat                                    | Televisión de Galicia                                                                |
| In het Spaanse Galicië wordt de serie, "O Carteiro Pat" genoemd en uitgezonden in het Galicisch op Televisión de Galicia. |                                                   |                                                                                      |
| Portugal | O Carteiro Paulo                                  | RTP2, MOV, Canal Panda                                                               |
| In Portugal wordt de serie "O Carteiro Paulo" genoemd en wordt uitgezonden op RTP2, MOV en Canal Panda |                                                   |                                                                                      |
| Duitsland & Oostenrijk | Postbote Pat                                      | Super RTL (Duitsland) & ORF (Oostenrijk)                                             |
| In Duitsland en Oostenrijk wordt de serie "Postbote Pat" genoemd en uitgezonden door Super RTL en ORF, en nagesynchroniseerd in het Duits. |                                                   |                                                                                      |
| IJsland | Pósturinn Páll                                    | Sjónvarpið                                                                           |
| In IJsland wordt de serie "Pósturinn Páll" genoemd, en wordt op de publieke zender Sjónvarpið wordt uitgezonden |                                                   |                                                                                      |
| Noorwegen | Postmann Pat                                      | NRK                                                                                  |
| In Noorwegen wordt de serie "Postmann Pat" genoemd en werd verschillende malen herhaald door NRK. De serie werd eerst voorgelezen, maar wordt nu nagesynchroniseerd.                                                                                             |                                                   |                                                                                      |
| Zweden | Postis Pär                                        | Nickelodeon, TV4                                                                     |
| In Zweden wordt de serie "Postis Pär" genoemd en wordt uitgezonden op het lokale Nickelodeonkanaal en TV4. |                                                   |                                                                                      |
| Finland | Postimies Pate                                    | YLE2                                                                                 |
| In Finland wordt de serie "Postimies Pate" genoemd en wordt uitgezonden door YLE2. De finnen hadden de exclusieve eer om de eerste serie op VHS te kunnen kopen.                                                                                                 |                                                   |                                                                                      |
| Denemarken | Postmand Per                                      | DR                                                                                   |
| In Denemarken wordt de serie, "Postmand Per" genoemd en wordt uitgezonden door DR. |                                                   |                                                                                      |
| Polen | Listonosz Pat                                     | MiniMini, TVP1, Telewizja Polska                                                     |
| In Polen wordt de serie "Listonosz Pat" genoemd en wordt uitgezonden door MiniMini, TVP1, Telewizja Polska uitgezonden. |                                                   |                                                                                      |
| Tsjechië | Pošťák Pat                                        | Onbekend                                                                             |
| In Tsjechië wordt de serie "Pošťák Pat" genoemd. |                                                   |                                                                                      |
| Slowakije | Postár Pat                                        | Onbekend                                                                             |
| In Slowakije wordt de serie "Pošťák Pat" genoemd. |                                                   |                                                                                      |
| Hongarije | Patrick, a postás                                 | Duna Televízió, M2, Minimax                                                          |
| In Hongarije wordt de serie "Patrick, a postás" genoemd en uitgezonden door Duna Televízió, M2, Minimax. |                                                   |                                                                                      |
| Italië | Il postino Pat                                    | RaiSat Ragazz, Raitre                                                                |
| In Italië wordt de serie "Il postino Pat" genoemd en uitgezonden door RaiSat Ragazz zender en sinds september 2006 verschijnt de serie op Raitre |                                                   |                                                                                      |
| Kroatië | Poštar Pat                                        | Onbekend                                                                             |
| In Kroatië wordt de serie "Poštar Pat" genoemd. |                                                   |                                                                                      |
| Servië | Poštar Pet                                        | Onbekend                                                                             |
| In Servië wordt de serie "Poštar Pet" genoemd. |                                                   |                                                                                      |
| Griekenland | Taxydromos Pat (Ταχυδρόμος Πατ - Tahhydromos Pat) | ALTER, ERT2                                                                          |
| In Griekenland wordt de serie "Taxydromos Pat" (Ταχυδρόμος Πατ - Tahhydromos Pat) genoemd en wordt uitgezonden door ALTER. Van november 2016 tot januari 2017 werd het uitgezonden op ERT2.                                                                      |                                                   |                                                                                      |

### Azië
| Land | Titel                                                                       | Zender\zenders                               |
| --- | --------------------------------------------------------------------------- | -------------------------------------------- |
| Rusland | Почтальон Пэт                                                               | Onbekend                                     |
| In Rusland wordt de serie "Почтальон Пэт" genoemd. |                                                                             |                                              |
| Iran | Pat-e Postchi                                                               | Onbekend                                     |
| In Iran wordt de serie "Pat-e Postchi" genoemd. Eind jaren tachtig en begin jaren negentig wordt de serie uitgezonden.                                                                                                 |                                                                             |                                              |
| Israël | Dar HaDavar (דר הדוור), Dani HaDavar (דני הדוור) and Dan HaDavar (דן הדוור) | Israeli Educational Television, Hop! Channel |
| In Israël wordt de serie "Dar HaDavar (דר הדוור), Dani HaDavar (דני הדוור) and Dan HaDavar (דן הדוור)" genoemd en werd in de jaren tachtig en negentig uitgezonden. De serie werd nagesynchroniseerd in het Hebreeuws. |                                                                             |                                              |

### Zuid-Amerika
| Land                                                 | Titel          | Zender\zenders |
| ---------------------------------------------------- | -------------- | -------------- |
| Brazilië                                             | Carteiro Paulo | Onbekend       |
| In Brazilië wordt de serie "Carteiro Paulo" genoemd. |                |                |

### Overige landen met de originele titel (Postman Pat)
| Canada | YTV, Treehouse Children's Network       |
| In Canada werd de serie uitgezonden op YTV en op Treehouse Children's Network. |                                         |
| Verenigde Staten | Qubo, HBO Family                        |
| In de Verenigde Staten worden de nieuwere afleveringen uitgezonden door de kabelzender HBO Family. Ogenschijnlijk zijn het de originele afleveringen, met de originele Britse elementen en accenten. |                                         |
| Japan | Disneykanaal                            |
| Voor Japan zijn de rechten van de serie verkocht aan het lokale Disneykanaal, wat een einde maakte aan een lange discussie over de toelaatbaarheid van de serie. Pieter Post heeft namelijk maar drie vingers en één duim en dat is een Yakuzasymbool, reden voor de Japanse televisie om de serie te weigeren. De serie wordt in Japan nagesynchroniseerd |                                         |
| Australië | Cartoon Network, ABC kids               |
| In Australië wordt de serie in zijn originele versie uitgezonden op Cartoon Network en ABC kids |                                         |
| Nieuw-Zeeland | TV2                                     |
| In Nieuw-Zeeland, wordt de serie sinds 5 februari 2007 uitgezonden door TV2 in het Engels, ook zijn er sinds 2005 plannen om de afleveringen in het Māori uit te zenden. |                                         |
| China | China Central Television                |
| In China werd de serie op China Central Television (CCTV) in juli 2008 uitgezonden. |                                         |
| Hongkong | ATV                                     |
| In Hong Kong werden de afleveringen van Afdeling Speciale Pakketjes in het Engels op ATV World uitgezonden. |                                         |
| India | Onbekend                                |
| In India kennen ze de originele serie uit het programma 'Half Ticket Express', waarin ook andere kinderseries te zien zijn. |                                         |
| Sri Lanka | Sri Lanka Rupavahini Corporation (SLRC) |
| In Sri Lanka werd de serie begin jaren '90 uitgezonden op Sri Lanka Rupavahini Corporation (State Television Company). |                                         |
| Maleisië | TV3                                     |
| In Maleisië werd de serie uitgezonden op TV3 en werd op vrijdagmiddag om 17.32 uur uitgezonden. |                                         |
| Filipijnen | TV5, Cartoon Network                    |
| In de Filipijnen werd de serie uitgezonden op TV5, en nagesynchroniseerd in het Tagalog. Cartoon Network zond de serie uit tot 2008 of 2009. |                                         |
| Zuid-Afrika | M-Net, KT.V., SABC 2                    |
| In Zuid-Afrika werd de serie uitgezonden op M-Net op het kinderblok KT.V.. Later werd de serie uitgezonden door SABC 2. |                                         |

## Muziek
Voor de serie schreef Bryan Daly (overleden in januari 2012) niet alleen de muziek maar schreef ook een paar nummers en liedjes voor de serie in het begin, waaronder het bekende titelliedje van de serie. In 2003 schreef popschrijver Simon Woodgate nieuwe nummers voor de serie, waaronder het nummer What's in His Bag? (Wat zit er toch in je tas?) waarmee een hit werd gescoord. Het originele titelliedje "Postman Pat & His Black and White Cat" werd gezongen door Ken Barrie voor de serie in 1981 en 1996. Het Nederlands titelliedje "Pieter Post" werd gezongen door Marnix Kappers. Een uitgebreide versie van het nummer werd uitgebracht als een single in het Verenigd Koninkrijk waar het op nummer 44 in de hitlijsten stond in juli 1982. Van de uitgebreide versie werd niet alleen een single uitgebracht maar ook een lp, Postman Pat: Songs And Music From The Television door Post Music uitgebracht in 1982, met liedjes uit de serie. Voor de Nederlandse serie werd ook een lp, Pieter Post - Liedjes uit de tv-serie, uitgebracht met vertaalde liedjes van de serie.
De nieuwe versie van het titelliedje, met dezelfde tekst en ook het eindliedje voor de serie en de opvolger, "Postman Pat - Special Delivery Service - (SDS)", ("Pieter Post - Afdeling Speciale Pakketjes") en "Special Delivery Service, What's It Going to Be Today?", ("Pieter Post - Afdeling Speciale Pakketjes, Welke post brengt hij vandaag?") werd opgenomen door Simon Woodgate in de Echobass Studios.
De 26 nieuwe afleveringen van "Pieter Post - Afdeling Speciale Pakketjes" - Seizoen 2, behield Daly's originele titelliedje en Simon Woodgate's slotnummer echter met nieuwe personage thema's en incidentele muziek dat gecomponeerd werd door Sandy Nuttgens.
Het populaire titelliedje onderging enkele aanpassingen voor seizoen 2 in 1996. In het titelliedje worden wat extra instrumenten gebruikt, zoals gesynthetiseerde strijkers en een tamboerijn. Hetzelfde werd gedaan voor de albumversie uit 1995, dat een bewerking was van de originele versie uit 1982.

### Liedjes in de serie
De muziek van de serie werd gecomponeerd door Bryan Daly en later door Simon Woodgate. De liedjes van de serie werden in de Engelse originele versie (Postman Pat) gezongen door Ken Barrie. In de Nederlandse versie werden de liedjes door Marnix Kappers en later door Edward Reekers en door Hilke Bierman gezongen. Niet alle liedjes zijn uitgebracht op lp. Sommige zijn alleen te horen in de serie in verschillende afleveringen of specials.

#### Nummers
| Nr. | Originele titel                                           | Titel                                      | Artiest(en)    | Seizoen                                                    | Aflevering (Nummer)   | Aflevering (titel)                        | Aflevering (titel)            |
| --- | --------------------------------------------------------- | ------------------------------------------ | -------------- | ---------------------------------------------------------- | --------------------- | ----------------------------------------- | ----------------------------- |
| 1   | Postman Pat (Theme)\Postman Pat & His Black and White Cat | Pieter Post (Titellied)                    | Bryan Daly     | Alle seizoenen + in seizoen 1 in een aflevering als liedje | (Alle afleveringen) 2 | Postman Pat And The Magpie Hen            | De ekster kip                 |
| 2   | Farmers Song                                              | Doe als de boer                            | Bryan Daly     | 1                                                          | 5                     | The Sheep In The Clover Field             | Daar boven loopt een schaap   |
| 3   | Handyman Song (Ted Glen)                                  | Baas Klus                                  | Bryan Daly     | 1                                                          | 7                     | Pat's Thirsty Day                         | Twee emmertjes water halen    |
| 4   | Mobile Shop                                               | Bram Boezel                                | Bryan Daly     | 1                                                          | 10                    | Pat's Difficult Day                       | Wat een dag                   |
| 5   | Jess the Cat                                              | Smoes de Poes                              | Bryan Daly     | 1                                                          | 13                    | Pat Takes A Message                       | Op rolletjes                  |
| 6   | Proper Sound                                              | ?                                          | Bryan Daly     | Special                                                    | 16                    | Postman Pat and the Tuba                  | Pieter Post en de Tuba        |
| 7   | We'll Win Through                                         | ?                                          | Bryan Daly     | Special                                                    | 17                    | Postman Pat and the Barometer             | Pieter Post en de Barometer   |
| 8   | The Greendale Rocket Song\Back on Track                   | De Groenbeek Raket Song\Terug op het spoor | Simon Woodgate | Special                                                    | 31                    | The Greendale Rocket                      | De Groenbeek Raket            |
| 9   | We Don't Need an Open Road                                | We hebben geen open weg nodig              | Simon Woodgate | Special                                                    | 31                    | The Greendale Rocket                      | De Groenbeek Raket            |
| 10  | It's a magical Christmas                                  | Het is een magisch kerstfeest              | Simon Woodgate | Special                                                    | 32                    | Postman Pat's Magic Christmas             | Een Magische Kerst            |
| 11  | Now it's time to put on a show                            | Nu is het tijd om een show te geven        | Simon Woodgate | Special                                                    | 37                    | Postman Pat Clowns Around                 | Het circus                    |
| 12  | The Greendale Anthem                                      | Het Groenbeek volkslied                    | Simon Woodgate | 3                                                          | 40                    | Postman Pat And The Spotty Situation      | Vlekken voor je ogen          |
| 13  | Sailing on a pirate ship                                  | Zeilen op een piratenschip                 | Simon Woodgate | Special                                                    | 42                    | Postman Pat's Pirate Treasure             | De piraten                    |
| 14  | You can do it                                             | Het is eigenlijk heel gewoon               | Simon Woodgate | 4                                                          | 53                    | Postman Pat's Popstars                    | Pieter Post de popster        |
| 15  | Fruity Feeling                                            | ?                                          | Simon Woodgate | 5                                                          | 68                    | Postman Pat And The Pink Slippers         | De roze pantoffels            |
| 16  | Something New                                             | ?                                          | Simon Woodgate | 6                                                          | 75                    | Postman Pat Goes Undercover               | Kamperen                      |
| 17  | The Camping Song                                          | ?                                          | Simon Woodgate | 6                                                          | 75                    | Postman Pat Goes Undercover               | Kamperen                      |
| 18  | Follow the music                                          | De muziek brengt je weer thuis             | Simon Woodgate | 6                                                          | 81                    | Postman Pat's Pied Piper                  | De rattenvanger van Groenbeek |
| 19  | In a Rainbow                                              | ?                                          | Simon Woodgate | 7                                                          | 90                    | Postman Pat And The Pot of Gold           | De pot van goud               |
| 20  | We are the Greendale Knights                              | Wij zijn de Groenbeek ridders              | Simon Woodgate | 7                                                          | 91                    | Postman Pat And The Greendale Knights     | De ridders van Groenbeek      |
| 21  | Cooking (Cuisine)                                         | ?                                          | Simon Woodgate | 7                                                          | 92                    | Postman Pat And The Fantastic Feast       | Het fantastische feest        |
| 22  | Let's get help from Ted Glenn                             | ?                                          | Simon Woodgate | 7                                                          | 94                    | Postman Pat And The Incredible Inventions | De ongelofelijke uitvindingen |
| 23  | What's in his bag?                                        | Wat zit er toch in je tas?                 | Simon Woodgate | Specials 3-8                                               | Outro                 |                                           |                               |
| 24  | Special Delivery Service (Song)                           | Een speciaal pakketje                      | Simon Woodgate | 9-                                                         | 116-                  |                                           |                               |

### Postman Pat - Songs And Music From The Television
De muziek van de serie werd gecomponeerd door Bryan Daly en de liedjes van de serie werden gezongen door Ken Barrie. Er werd ook een album als lp in 1982 uitgebracht van de serie.

#### Nummers
| Nr. | Titel                      | Artiest(en)             | Duur |
| --- | -------------------------- | ----------------------- | ---- |
| 1   | Postman Pat (Titellied)    | Bryan Daly & Ken Barrie | 3:24 |
| 2   | Jess the Cat               | Bryan Daly & Ken Barrie | 3:22 |
| 3   | Walking in Greendale       | Bryan Daly              | 3:07 |
| 4   | Mobile Shop                | Bryan Daly & Ken Barrie | 2:51 |
| 5   | Reverend Timms             | Bryan Daly              | 3:14 |
| 6   | Traveling Music            | Bryan Daly              | 2:14 |
| 7   | Handyman Song (Ted Glen)   | Bryan Daly & Ken Barrie | 2:39 |
| 8   | Valley Waltz               | Bryan Daly              | 2:21 |
| 9   | Miss Recbecca Hubbard      | Bryan Daly & Ken Barrie | 2:55 |
| 10  | Farmers Song               | Bryan Daly & Ken Barrie | 2:46 |
| 11  | Greendale Jig              | Bryan Daly              | 2:53 |
| 12  | Dawn and Countryside Waltz | Bryan Daly              | 2:46 |
| 13  | Busy Day                   | Bryan Daly              | 2:32 |

### Postman Pat - Songs and Music From The T.V and Stage Shows
Speciaal voor de originele serie werd er een album als cd in 1993 uitgebracht.

#### Nummers
| Nr. | Titel                            | Artiest(en)             | Duur |
| --- | -------------------------------- | ----------------------- | ---- |
| 1   | Postman Pat Song                 | Bryan Daly & Ken Barrie | 3:21 |
| 2   | The Tuba Song                    | Bryan Daly              | 3:20 |
| 3   | Out There                        | Bryan Daly              | 3:34 |
| 4   | Seaside Special                  | Bryan Daly              | 4:30 |
| 5   | Clap Your Hands                  | Bryan Daly              | 2:37 |
| 6   | The Greendale Run                | Bryan Daly              | 1:51 |
| 7   | Balloon Song                     | Bryan Daly              | 2:53 |
| 8   | Ghostie Song                     | Bryan Daly              | 2:32 |
| 9   | Postman Pat's Secret             | Bryan Daly              | 1:27 |
| 10  | Christmas Pudding Song           | Bryan Daly              | 4:11 |
| 11  | Tinsel and Fairies               | Bryan Daly              | 3:00 |
| 12  | Promises                         | Bryan Daly              | 3:33 |
| 13  | Pancake Race                     | Bryan Daly              | 2:38 |
| 14  | Village Fete                     | Bryan Daly              | 2:35 |
| 15  | Ice Waltz                        | Bryan Daly              | 2:44 |
| 16  | Miss Hubbard's Lost Bicycle      | Bryan Daly              | 2:34 |
| 17  | Carnival Time                    | Bryan Daly              | 2:09 |
| 18  | Transformation: Winter to Summer | Bryan Daly              | 2:30 |

### Postman Pat & The Greendale Dragon
Speciaal voor de originele serie werd er een album als cd in 2005 uitgebracht.

#### Nummers
| Nr. | Titel                                                            | Artiest(en) | Duur  |
| --- | ---------------------------------------------------------------- | ----------- | ----- |
| 1   | Greendale Village Postman Pat Theme (Song) Red Letter Day (Song) | Onbekend    | 10:10 |
| 2   | What Can We Do?                                                  | Onbekend    | 7:31  |
| 3   | The Ballad Of The Greendale Dragon                               | Onbekend    | 7:09  |
| 4   | Come Along To The Carnival (Song)                                | Onbekend    | 9:29  |
| 5   | The Edge Of Greendale                                            | Onbekend    | 4:15  |
| 6   | Inside The Greendale Post Office                                 | Onbekend    | 3:40  |
| 7   | PC Selby & Ajay Get Very Frightened!                             | Onbekend    | 4:02  |
| 8   | A Nice Cup of Tea                                                | Onbekend    | 2:26  |
| 9   | Carnival Of Carnivals (Song)                                     | Onbekend    | 8:09  |
| 10  | What's In His Bag? (Song)                                        | Onbekend    | 1:06  |

### Postman Pat - Great Big Party
Speciaal voor de originele serie werd er een album als cd in 2007 uitgebracht.

#### Nummers
| Nr. | Titel                                               | Artiest(en) | Duur |
| --- | --------------------------------------------------- | ----------- | ---- |
| 1   | What's In His Bag                                   | Onbekend    | 3:05 |
| 2   | Great Big Party                                     | Onbekend    | 3:17 |
| 3   | Greendale Anthem                                    | Onbekend    | 3:02 |
| 4   | What's Her Name? (Mrs Goggins!)                     | Onbekend    | 2:57 |
| 5   | Sailing On A Pirate Ship                            | Onbekend    | 2:31 |
| 6   | The Greendale Rocket                                | Onbekend    | 2:47 |
| 7   | Fruity Feeling                                      | Onbekend    | 3:22 |
| 8   | The Greendale Knights                               | Onbekend    | 2:49 |
| 9   | Open Road                                           | Onbekend    | 2:43 |
| 10  | Arthur Selby                                        | Onbekend    | 3:37 |
| 11  | Cooking (Cuisine)                                   | Onbekend    | 2:59 |
| 12  | Put On a Show                                       | Onbekend    | 2:22 |
| 13  | Ted Glen                                            | Onbekend    | 2:59 |
| 14  | Follow the Music                                    | Onbekend    | 4:52 |
| 15  | Postman Pat Medley (Postman Pat Theme/Jess The Cat) | Onbekend    | 3:48 |

### Postman Pat - Special Delivery Service Live!
Speciaal voor de originele serie werd er een album als cd in 2010 uitgebracht.

#### Nummers
| Nr. | Titel                                         | Artiest(en) | Duur |
| --- | --------------------------------------------- | ----------- | ---- |
| 1   | Welcome to Pencaster                          | Onbekend    | 3:49 |
| 2   | A Really Royal Mission!                       | Onbekend    | 1:49 |
| 3   | Read All About It                             | Onbekend    | 1:44 |
| 4   | Pleased to Meet You Mam                       | Onbekend    | 2:01 |
| 5   | We've Got to Clean Up                         | Onbekend    | 2:03 |
| 6   | Special Delivery Service – Helicopter Special | Onbekend    | 1:54 |
| 7   | Great Big Party                               | Onbekend    | 3:15 |
| 8   | Mission Accomplished                          | Onbekend    | 2:33 |
| 9   | SDS Theme Tune                                | Onbekend    | 1:56 |
| 10  | Daisy Cow                                     | Onbekend    | 0:28 |
| 11  | Jess the Cat                                  | Onbekend    | 2:34 |
| 12  | Mrs Goggins                                   | Onbekend    | 3:02 |
| 13  | Ted Glen                                      | Onbekend    | 3:02 |
| 14  | Rocking Rocket Man                            | Onbekend    | 1:37 |
| 15  | Robots                                        | Onbekend    | 2:33 |
| 16  | Bernie the Parrot                             | Onbekend    | 1:53 |
| 17  | Stop That Cat                                 | Onbekend    | 1:29 |
| 18  | Stop That Pony                                | Onbekend    | 0:44 |
| 19  | Super Delivery Man (Super Pat)                | Onbekend    | 1:29 |

### Pieter Post - Liedjes uit de tv-serie
De muziek van de serie werd gecomponeerd door Bryan Daly en de liedjes van de serie werden gezongen door Marnix Kappers. Er werd ook een album als lp in 1982 uitgebracht van de serie.

#### Nummers
| Nr. | Titel                   | Artiest(en)                 | Duur |
| --- | ----------------------- | --------------------------- | ---- |
| 1   | Pieter Post (Titellied) | Bryan Daly & Marnix Kappers | 3:24 |
| 2   | Smoes de Poes           | Bryan Daly & Marnix Kappers | 3:22 |
| 3   | Wandelen in Groenendaal | Bryan Daly                  | 3:07 |
| 4   | Bram Boezel             | Bryan Daly & Marnix Kappers | 2:51 |
| 5   | Dominee Klomp           | Bryan Daly                  | 3:14 |
| 6   | Pieter Post op weg      | Bryan Daly                  | 2:14 |
| 7   | Baas Klus               | Bryan Daly & Marnix Kappers | 2:39 |
| 8   | Vallei-wals             | Bryan Daly                  | 2:21 |
| 9   | Een energieke dame      | Bryan Daly & Marnix Kappers | 2:55 |
| 10  | Doe als de boer         | Bryan Daly & Marnix Kappers | 2:46 |
| 11  | Groenendaalse dans      | Bryan Daly                  | 2:53 |
| 12  | Boeren wals             | Bryan Daly                  | 2:46 |
| 13  | Een drukke dag          | Bryan Daly                  | 2:32 |

### Pieter Post - De allerleukste liedjes
Speciaal voor de serie werd er een album als cd in 1997 uitgebracht. De liedjes zelf zijn niet de liedjes uit de serie. De muziek werd gecomponeerd door Bryan Daly en de liedjes werden gezongen door het kinderkoor De Goudennachtengaaltjes

### Nummers
| Nr. | Titel                        | Artiest(en)                           | Duur |
| --- | ---------------------------- | ------------------------------------- | ---- |
| 1   | Pieter Post (Titellied)      | Bryan Daly & De Goudennachtengaaltjes | 1:34 |
| 2   | Onze school in Groendal      | Bryan Daly & De Goudennachtengaaltjes | 1:59 |
| 3   | Postbezorger van de PTT      | Bryan Daly & De Goudennachtengaaltjes | 3:10 |
| 4   | De Groenendaalse Schoolkrant | Bryan Daly & De Goudennachtengaaltjes | 3:05 |
| 5   | Billie's vliegtuig           | Bryan Daly & De Goudennachtengaaltjes | 2:39 |
| 6   | Vrouwtje Bartels             | Bryan Daly & De Goudennachtengaaltjes | 2:50 |
| 7   | Pieter Post bezorgt de post  | Bryan Daly & De Goudennachtengaaltjes | 2:10 |
| 8   | Bram Boezel                  | Bryan Daly & De Goudennachtengaaltjes | 2:01 |
| 9   | Een regendag in Groendal     | Bryan Daly & De Goudennachtengaaltjes | 3:18 |
| 10  | De vogels zingen             | Bryan Daly & De Goudennachtengaaltjes | 2:11 |
| 11  | Boer Jaap Lokman             | Bryan Daly & De Goudennachtengaaltjes | 2:38 |
| 12  | De Dominee                   | Bryan Daly & De Goudennachtengaaltjes | 2:47 |
| 13  | Feest in Groendal            | Bryan Daly & De Goudennachtengaaltjes | 1:48 |
| 14  | Smoes de Poes                | Bryan Daly & De Goudennachtengaaltjes | 2:22 |

## Luisterboeken

### Pieter Post - De verzamelde verhalen
In 2021 werd er luisteralbum van de serie uitgebracht. De verhalen zijn geschreven door John Cunliffe (1933-2018) en voorgelezen door Jan Hoek. Het luisteralbum werd uitgegeven door de Deense uitgever, SAGA Egmont.

### Nummers
| Nr. | Titel                          | Artiest(en)   | Duur |
| --- | ------------------------------ | ------------- | ---- |
| 1   | Opgeblazen speciale bezorging  | John Cunliffe | 5:32 |
| 2   | Bevroren speciale bezorging    | John Cunliffe | 6:35 |
| 3   | Ontsnapt speciaal pakketje     | John Cunliffe | 5:50 |
| 4   | Kostbare speciale bezorging    | John Cunliffe | 5:32 |
| 5   | Muzikaal speciaal pakketje     | John Cunliffe | 6:36 |
| 6   | Kleurrijk speciaal pakketje    | John Cunliffe | 6:22 |
| 7   | Supersnelle speciale bezorging | John Cunliffe | 6:54 |
| 8   | Geheime speciale bezorging     | John Cunliffe | 6:53 |
| 9   | Het verrassingsfeestje         | John Cunliffe | 8:26 |
| 10  | De windmachine                 | John Cunliffe | 8:09 |
| 11  | Discofeestje                   | John Cunliffe | 5:54 |
| 12  | Teddyberenpicknick             | John Cunliffe | 7:19 |
| 13  | Grote ballonnen                | John Cunliffe | 5:00 |
| 14  | Snelle auto                    | John Cunliffe | 6:03 |

## Productie
De serie werd in 1981 geproduceerd door Woodland Animations, in 1991-1997 werd er samengewerkt met HT Entertainment. De laatste heet inmiddels Entertainment Rights en die heeft in de loop der tijd Woodland overgenomen. Tot op heden maakt Entertainment Rights de serie. De nieuwe serie, Pieter Post - Afdeling Speciale Pakketjes (Postman Pat - Special Delivery Service - SDS), is in opdracht van de BBC en wordt ook geproduceerd door Entertainment Rights en Cosgrove Hall.

## Uitgave
- In het verleden werden er videobanden van Pieter Post door Video Sales Network, Kids Indies en door Bridge Entertainment later onder de naam Just Entertainment uitgebracht. Van seizoen 1 zijn er op 4 videobanden, 2 afleveringen uitgebracht.
- De videoband, De verjaardagsverrassing is 2x uitgebracht op video.
- Van de serie is nog geen complete dvd box uitgebracht. Seizoen 1 is voor een gedeelte uitgebracht waarvan er 1 aflevering (Brieven op glad ijs) van ontbreekt. Seizoen 2 t/m 4 zijn wel compleet uitgebracht. Van seizoen 3 is er voor een gedeelte uitgebracht waarvan er 1 aflevering (Vlekken voor je ogen) ontbreekt. Seizoen 5 t/m 8 is wel uitgezonden maar nog niet uitgebracht op dvd. Seizoen 9 (Pieter Post - Afdeling Speciale Pakketjes) is er maar 1 seizoen van uitgebracht. De laatste 2 seizoenen (seizoen 10 & 11) van, Pieter Post - Afdeling Speciale Pakketjes, moeten nog worden uitgezonden en worden uitgebracht op dvd.

| Titel                                                                 | Aantal afleveringen | Afleveringen |
| --------------------------------------------------------------------- | ------------------- | --- |
| Pieter Post - Deel 1 - Het regent, het regent (VHS - Geel)            | 2                   | Het regent, het regent Per luchtpost |
| Pieter Post - Deel 2 - Daar boven loopt een schaap (VHS - Lichtblauw) | 2                   | Daar boven loopt een schaap Brief per trekker |
| Pieter Post - Deel 3 - De ekster kip (VHS - Groen)                    | 2                   | De ekster kip Twee emmertjes water halen |
| *Pieter Post - Deel 4 - De verjaardagsverrassing (VHS - Lichtpaars)   | 2                   | De verjaardagsverrassing De vermiste pop |
| Pieter Post - 2 uur Pieter Post op één cassette (VHS - Rood)          | 8                   | De verjaardagsverrassing De vermiste pop Per Luchtpost Het regent, het regent Daar boven loopt een schaap Brief per trekker De ekster kip Twee emmertjes water halen |
| Pieter Post - 4 leuke avonturen van een hardwerkende postbode         | 4                   | De verjaardagsverrassing De vermiste pop Daar boven loopt een schaap Brief per trekker |
| Pieter Post - Allerleukste avonturen - Deel 1                         | 12                  | De vermiste pop De Ekster kip De verjaardagsverrassing Het regent, het regent Daar boven loopt een schaap Brief per trekker Twee emmertjes water halen Per luchtpost In de mist Wat een dag Bestelling per slee Op rolletjes                                            |
| Pieter Post - Deel 5 - Een groot gat in de weg (VHS & Dvd - Oranje)   | 4                   | Een groot gat in de weg Pieter, gaat spoorzoeken Pieter, woont in het mooiste dorp Pieter gaat schilderen |
| Pieter Post - Deel 6 - Veel te veel pakketjes (VHS & Dvd - Blauw)     | 4                   | Veel te veel pakketjes Pieter en de robot Pieter gaat vliegen Het beest van Greendale |
| Pieter Post - Deel 7 - Een knoeiboel (VHS & Dvd - Geel)               | 4                   | Een knoeiboel Een vreemd harnas Pieter mist de tentoonstelling Een verrassing |
| Pieter Post - Allerleukste avonturen - Deel 2                         | 13                  | Een groot gat in de weg Vreemd harnas Een knoeiboel Mist de tentoonstelling Pieter gaat spoorzoeken Pieter woont in het mooiste dorp Pieter gaat schilderen Veel te veel pakketjes Een verrassing De robot Pieter gaat vliegen Het beest van Greendale Verrassingstocht |
| Pieter Post - Mega dvd                                                | 12                  | Pieter, gaat schilderen Een groot gat in de weg Verrassingtocht De vermiste pop Veel te veel pakketjes Een vreemd harnas Het regent, het regent De ekster kip Het Beest van Greendale Twee emmertjes water halen Pieter gaat spoorzoeken Per luchtpost                  |
| Pieter Post - De Groenbeekse Raket                                    | 4                   | De Groenbeek Raket Pieter Post de popster Vlieger op hol De hongerige geit |
| Pieter Post - Kerst en Winterspecial                                  | 3                   | Kerst in Groenbroek Pieter en de ijsladder Pieter gaat skiën! |
| Pieter Post - Het Circus                                              | 4                   | Het Circus Goed werk De Goochelaar Lekker met de trein |
| Pieter Post - De Piratenschat                                         | 4                   | De Piraten Banenruildag De grote ronde van Groenbeek De Vlooienmarkt |
| Pieter Post - Helpt\Vrolijke avonturen                                | 4                   | Voetbal Gekte De vliegende schotels Pieter Post maakt een film De Treininspecteur |
| Pieter Post - Avonturen box                                           | 6                   | Een dagje naar het strand Duivenpost Doortje is zoek De grote dinosaurus De grote vlinders Het enge logeerpartijtje |
| Pieter Post en de kinderen van Groenbeek                              | 4                   | Het Groene Konijn Het perfecte schilderij De ijsmachine Naar de Markt |
| Pieter Post - Afdeling Speciale Pakketjes – Een gloednieuwe missie    | 6                   | Geflipte robots De wigwam Fruit vleermuizen Een windgenerator Sjakie’s telescoop De ontsnapte koe |
| Pieter Post - Afdeling Speciale Pakketjes – Schiet te hulp!           | 6                   | Grote ballonnen Bennie de papegaai De rode raket Een zware piano Een springkasteel De verrassing |
| Pieter Post - Afdeling Speciale Pakketjes – De snelle levering        | 4                   | Ondeugende Snoesje Een glibberig ijsblok Een teddybeer Een supermagneet |
| Pieter Post - Afdeling Speciale Pakketjes – De supermissie            | 4                   | De boomhut De gigantische taart Schaatsen Discomachine |
| Pieter Post - Afdeling Speciale Pakketjes – Vliegende kerstkous       | 6                   | Snelle auto Vliegende sok Filmfeestje Magisch juweel Kostbare eieren Groen konijn |

### Dvd titel verschillen
- Op een aantal uitgebrachte dvd's van Pieter Post is de aflevering titel anders dan de originele titel. De originele titel van de aflevering staat tussen haakjes, naast de nieuwe aflevering titel.

| Dvd titel                                                       | Opmerking |
| --------------------------------------------------------------- | --- |
| Pieter Post en De Groenbeekse Raket                             | De Groenbeek Raket |
| Pieter Post – Kerst en Winterspecial                            | Kerst in Groenbeek (Een Magische Kerst) Pieter gaat skiën! (Raket in nood) |
| Pieter Post Helpt!                                              | Pieter Post – Voetbalgekte (Pieter Post wordt voetbalgek) Pieter Post en de vliegende schotels (De vliegende schotels) Pieter Post maakt een film (Groenbeek de movie) Pieter Post en de Treininspecteur (De Treininspecteur) |
| Pieter Post – De Piratenschat                                   | (De Piraten) |
| Pieter Post – Avonturen Box                                     | Een dagje naar het strand (Aan de kust) Doortje is zoek! (Doortje is zoek) |
| Pieter Post en de kinderen van Groenbeek                        | Het Perfecte Schilderij (Pieters tekening) Naar de Markt (Midzomer Markt) |
| Pieter Post – Afdeling Speciale Pakketjes – Schiet te hulp!     | Bernie de papegaai (Bennie de papegaai) De verrassing (Een verrassing) |
| Pieter Post – Afdeling Speciale Pakketjes – Vliegende Kerstkous | Vliegende sok (De vliegende Kerstkous) Filmfeestje (Filmfeest) |
| Pieter Post – Afdeling Speciale Pakketjes – De supermissie      | De boomhut (Een boomhut) Discomachine (Een discomachine) |

## Film
In mei 2014 verscheen de filmversie, Pieter Post: De film van de serie.

## Trivia
- In de eerste zeven afleveringen van de eerste serie stond er op de rode postwagen van Pieter Post een kroonachtig embleem, dat moest lijken op het logo van de Britse postmaatschappij Royal Mail. Nadat Royal Mail zijn zegen had gegeven aan het programma om hun logo te gebruiken, werd dit kroontje vervangen door het officiële logo van de Royal Mail. In de eerste aflevering waar deze aangepaste postwagen te zien was, werd ook op de kroon van Royal Mail geattendeerd.
- Pieters rode wagen heeft als kenteken 'Pat 1'. In een aflevering komt een langere variant van deze wagen voor, waarin ook personen en vracht vervoerd kunnen worden met als kenteken 'Pat 2'. Vanaf de vierde serie is deze wagen weer te zien, maar dan in het geel en dan doet die dienst als schoolbus.
- Ken Barrie die de Engelstalige stem van de originele versie van Postman Pat insprak, beter bekend als Pieter Post in Nederland, overleed op 83-jarige leeftijd op 29 juli 2016.[2][3]
- Marnix Kappers die de Nederlandstalige stem van de Nederlandse versie van Pieter Post insprak, overleed op 73-jarige leeftijd op 10 oktober 2016[4]
- John Cunliffe ook wel bekend als de geestelijke vader van de serie, overleed op 85-jarige leeftijd op 20 september 2018.[5]